# Coppa del Mondo di salto con gli sci 2010
La Coppa del Mondo di salto con gli sci 2010, trentunesima edizione della manifestazione organizzata dalla Federazione Internazionale Sci, ebbe inizio il 27 novembre 2009 a Kuusamo, in Finlandia, e si concluse il 14 marzo 2010 a Oslo, in Norvegia. Furono disputate 23 delle 24 gare individuali previste, tutte maschili, in 17 differenti località: 20 su trampolino lungo, 3 su trampolino per il volo (nessuna su trampolino normale). Furono inserite nel calendario 4 gare a squadre, valide ai fini della classifica per nazioni.
Nel corso della stagione si tennero a Vancouver i XXI Giochi olimpici invernali e a Planica i Campionati mondiali di volo con gli sci 2010, non validi ai fini della Coppa del Mondo, il cui calendario contemplò dunque interruzioni nei mesi di febbraio e marzo.
Lo svizzero Simon Ammann si aggiudicò sia la coppa di cristallo, il trofeo assegnato al vincitore della classifica generale, sia il Nordic Tournament; l'austriaco Andreas Kofler vinse il Torneo dei quattro trampolini, lo sloveno Robert Kranjec la Coppa di volo. Gregor Schlierenzauer era il detentore uscente della Coppa generale, Wolfgang Loitzl del Torneo.

## Risultati
| Data                          | Località               | Nazione   | Trampolino                 | Spec. | Primo                                                                           | Secondo                                                                    | Terzo                                                                         |
| ----------------------------- | ---------------------- | --------- | -------------------------- | ----- | ------------------------------------------------------------------------------- | -------------------------------------------------------------------------- | ----------------------------------------------------------------------------- |
| 27 novembre 2009              | Kuusamo                | Finlandia | Rukatunturi HS142          | TL    | Austria Wolfgang Loitzl Andreas Kofler Gregor Schlierenzauer Thomas Morgenstern | Germania Michael Uhrmann Michael Neumayer Pascal Bodmer Martin Schmitt     | Finlandia Matti Hautamäki Kalle Keituri Harri Olli Janne Ahonen               |
| 28 novembre 2009              | Kuusamo                | Finlandia | Rukatunturi HS142          | LH    | Bjørn Einar Romøren                                                             | Pascal Bodmer                                                              | Wolfgang Loitzl                                                               |
| 5 dicembre 2009               | Lillehammer            | Norvegia  | Lysgårdsbakken HS138       | LH    | Gregor Schlierenzauer                                                           | Thomas Morgenstern                                                         | Adam Małysz                                                                   |
| 6 dicembre 2009               | Lillehammer            | Norvegia  | Lysgårdsbakken HS138       | LH    | Simon Ammann                                                                    | Harri Olli                                                                 | Emmanuel Chedal                                                               |
| 12 dicembre 2009              | Harrachov              | Rep. Ceca | Čerťák HS142               | LH    | annullata                                                                       | annullata                                                                  | annullata                                                                     |
| 13 dicembre 2009              | Harrachov              | Rep. Ceca | Čerťák HS142               | LH    | annullata                                                                       | annullata                                                                  | annullata                                                                     |
| 18 dicembre 2009              | Engelberg              | Svizzera  | Gross-Titlis-Schanze HS137 | LH    | Simon Ammann                                                                    | Gregor Schlierenzauer                                                      | Thomas Morgenstern                                                            |
| 19 dicembre 2009              | Engelberg              | Svizzera  | Gross-Titlis-Schanze HS137 | LH    | Gregor Schlierenzauer                                                           | Simon Ammann                                                               | Andreas Kofler                                                                |
| 20 dicembre 2009              | Engelberg              | Svizzera  | Gross-Titlis-Schanze HS137 | LH    | Simon Ammann                                                                    | Bjørn Einar Romøren                                                        | Daiki Itō                                                                     |
| Torneo dei quattro trampolini |                        |           |                            |       |                                                                                 |                                                                            |                                                                               |
| 29 dicembre 2009              | Oberstdorf             | Germania  | Schattenberg HS137         | LH    | Andreas Kofler                                                                  | Janne Ahonen                                                               | Thomas Morgenstern                                                            |
| 1º gennaio 2010               | Garmisch-Partenkirchen | Germania  | Große Olympiaschanze HS140 | LH    | Gregor Schlierenzauer                                                           | Wolfgang Loitzl                                                            | Simon Ammann                                                                  |
| 3 gennaio 2010                | Innsbruck              | Austria   | Bergisel HS130             | LH    | Gregor Schlierenzauer                                                           | Simon Ammann                                                               | Janne Ahonen                                                                  |
| 6 gennaio 2010                | Bischofshofen          | Austria   | Paul Ausserleitner HS140   | LH    | Thomas Morgenstern                                                              | Janne Ahonen                                                               | Simon Ammann                                                                  |
| 9 gennaio 2010                | Tauplitz               | Austria   | Kulm HS200                 | FH    | Robert Kranjec                                                                  | Simon Ammann                                                               | Martin Koch                                                                   |
| 10 gennaio 2010               | Tauplitz               | Austria   | Kulm HS200                 | FH    | Gregor Schlierenzauer                                                           | Robert Kranjec                                                             | Harri Olli                                                                    |
| 16 gennaio 2010               | Sapporo                | Giappone  | Ōkurayama HS134            | LH    | Thomas Morgenstern                                                              | Andreas Wank                                                               | Daiki Itō                                                                     |
| 17 gennaio 2010               | Sapporo                | Giappone  | Ōkurayama HS134            | LH    | Simon Ammann                                                                    | Noriaki Kasai                                                              | Martin Koch                                                                   |
| 22 gennaio 2010               | Zakopane               | Polonia   | Wielka Krokiew HS134       | LH    | Gregor Schlierenzauer                                                           | Simon Ammann                                                               | Thomas Morgenstern                                                            |
| 23 gennaio 2010               | Zakopane               | Polonia   | Wielka Krokiew HS134       | LH    | Gregor Schlierenzauer                                                           | Simon Ammann                                                               | Thomas Morgenstern                                                            |
| Torneo a squadre              |                        |           |                            |       |                                                                                 |                                                                            |                                                                               |
| 30 gennaio 2010               | Oberstdorf             | Germania  | Heini Klopfer HS213        | TL    | Austria Martin Koch Andreas Kofler Wolfgang Loitzl Gregor Schlierenzauer        | Norvegia Johan Remen Evensen Tom Hilde Anders Jacobsen Bjørn Einar Romøren | Finlandia Matti Hautamäki Kalle Keituri Janne Ahonen Harri Olli               |
| 31 gennaio 2010               | Oberstdorf             | Germania  | Heini Klopfer HS213        | FH    | Anders Jacobsen                                                                 | Robert Kranjec                                                             | Johan Remen Evensen                                                           |
| 3 febbraio 2010               | Klingenthal            | Germania  | Vogtland Arena HS140       | LH    | Simon Ammann                                                                    | Adam Małysz                                                                | Gregor Schlierenzauer                                                         |
| 6 febbraio 2009               | Willingen              | Germania  | Mühlenkopf HS145           | LH    | Gregor Schlierenzauer                                                           | Anders Jacobsen                                                            | Michael Neumayer                                                              |
| 7 febbraio 2010               | Willingen              | Germania  | Mühlenkopf HS145           | TL    | Germania Michael Neumayer Pascal Bodmer Martin Schmitt Michael Uhrmann          | Norvegia Johan Remen Evensen Tom Hilde Anders Jacobsen Bjørn Einar Romøren | Austria Florian Schabereiter Michael Hayböck Stefan Thurnbichler David Zauner |
| 6 marzo 2010                  | Lahti                  | Finlandia | Salpausselkä HS130         | TL    | Norvegia Anders Bardal Roar Ljøkelsøy Tom Hilde Anders Jacobsen                 | Austria Wolfgang Loitzl Martin Koch Andreas Kofler Thomas Morgenstern      | Germania Michael Uhrmann Martin Schmitt Andreas Wank Michael Neumayer         |
| Nordic Tournament             |                        |           |                            |       |                                                                                 |                                                                            |                                                                               |
| 7 marzo 2010                  | Lahti                  | Finlandia | Salpausselkä HS130         | LH    | Simon Ammann                                                                    | Adam Małysz                                                                | Thomas Morgenstern                                                            |
| 9 marzo 2010                  | Kuopio                 | Finlandia | Puijo HS127                | LH    | Simon Ammann                                                                    | Adam Małysz                                                                | Anders Jacobsen                                                               |
| 12 marzo 2010                 | Lillehammer            | Norvegia  | Lysgårdsbakken HS138       | LH    | Simon Ammann                                                                    | Gregor Schlierenzauer                                                      | Adam Małysz                                                                   |
| 14 marzo 2010                 | Oslo                   | Norvegia  | Holmenkollen HS128         | LH    | Simon Ammann                                                                    | Adam Małysz                                                                | Andreas Kofler                                                                |

Legenda:

LH = trampolino lungo

FH = volo con gli sci

TL = gara a squadre

## Classifiche

### Generale

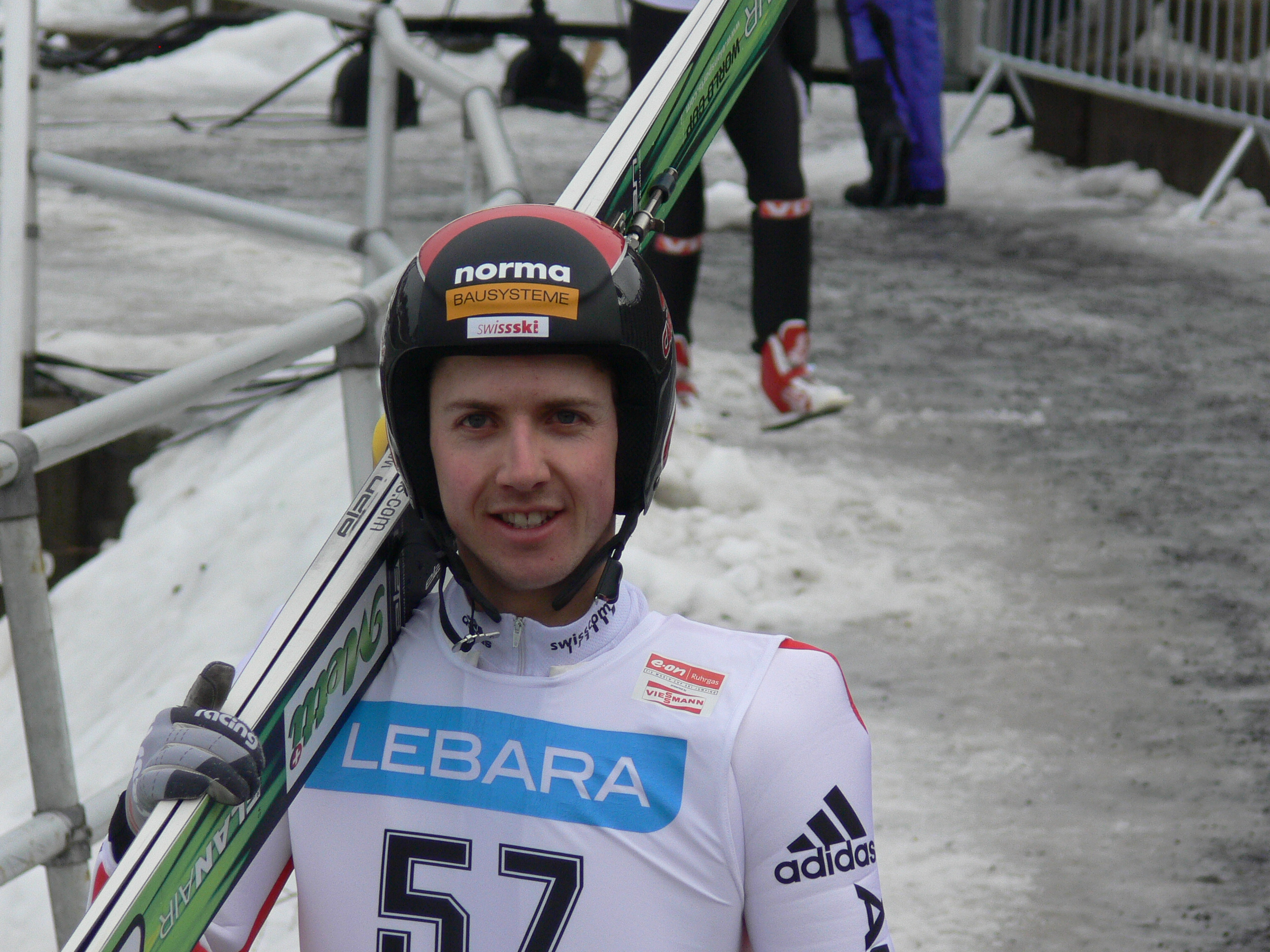
Simon Ammann

| Pos. | Nome                  | Nazione  | Punti |
| ---- | --------------------- | -------- | ----- |
| 1    | Simon Ammann          | Svizzera | 1649  |
| 2    | Gregor Schlierenzauer | Austria  | 1368  |
| 3    | Thomas Morgenstern    | Austria  | 944   |
| 4    | Andreas Kofler        | Austria  | 893   |
| 5    | Adam Małysz           | Polonia  | 842   |
| 6    | Wolfgang Loitzl       | Austria  | 760   |
| 7    | Anders Jacobsen       | Norvegia | 557   |
| 8    | Martin Koch           | Austria  | 545   |
| 9    | Bjørn Einar Romøren   | Norvegia | 517   |
| 10   | Robert Kranjec        | Slovenia | 503   |

### Torneo dei quattro trampolini

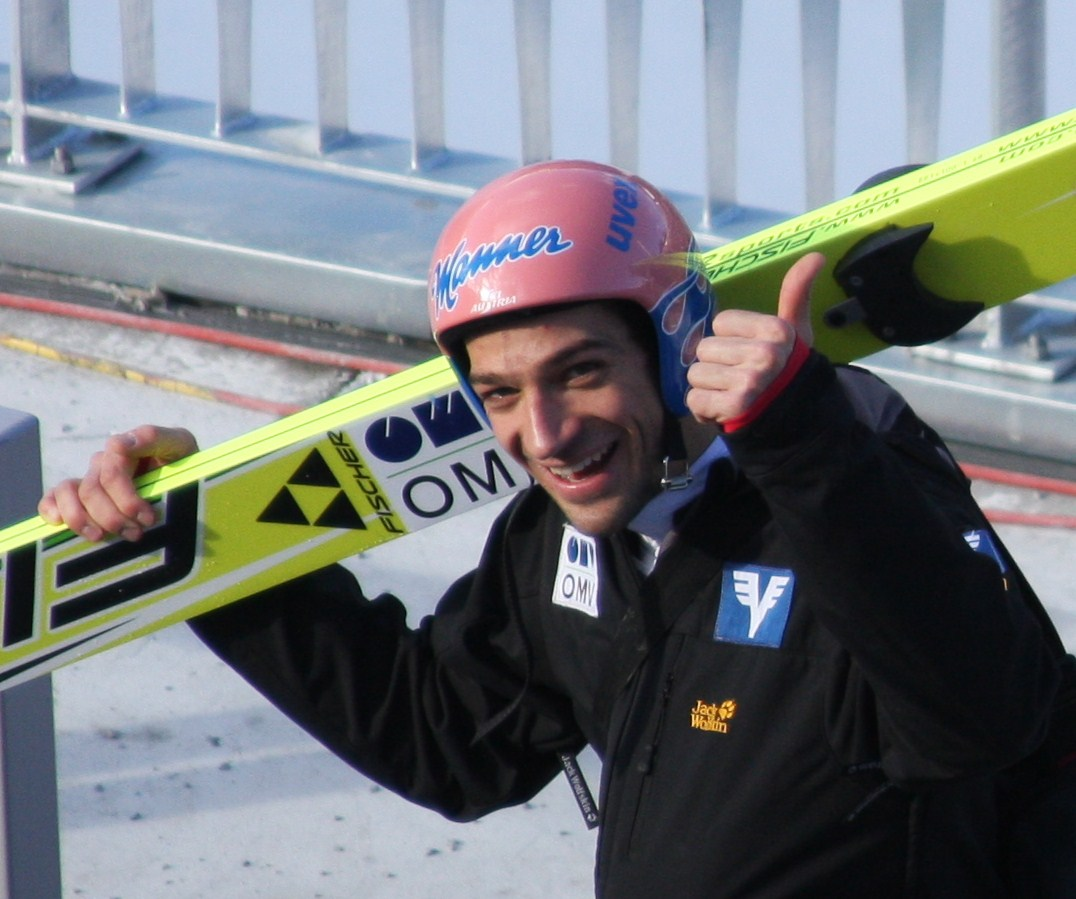
Andreas Kofler

| Pos. | Nome                  | Nazione   | Punti |
| ---- | --------------------- | --------- | ----- |
| 1    | Andreas Kofler        | Austria   | 1027  |
| 2    | Janne Ahonen          | Finlandia | 1014  |
| 3    | Wolfgang Loitzl       | Austria   | 1012  |
| 4    | Gregor Schlierenzauer | Austria   | 1011  |
| 5    | Simon Ammann          | Svizzera  | 1008  |

### Volo

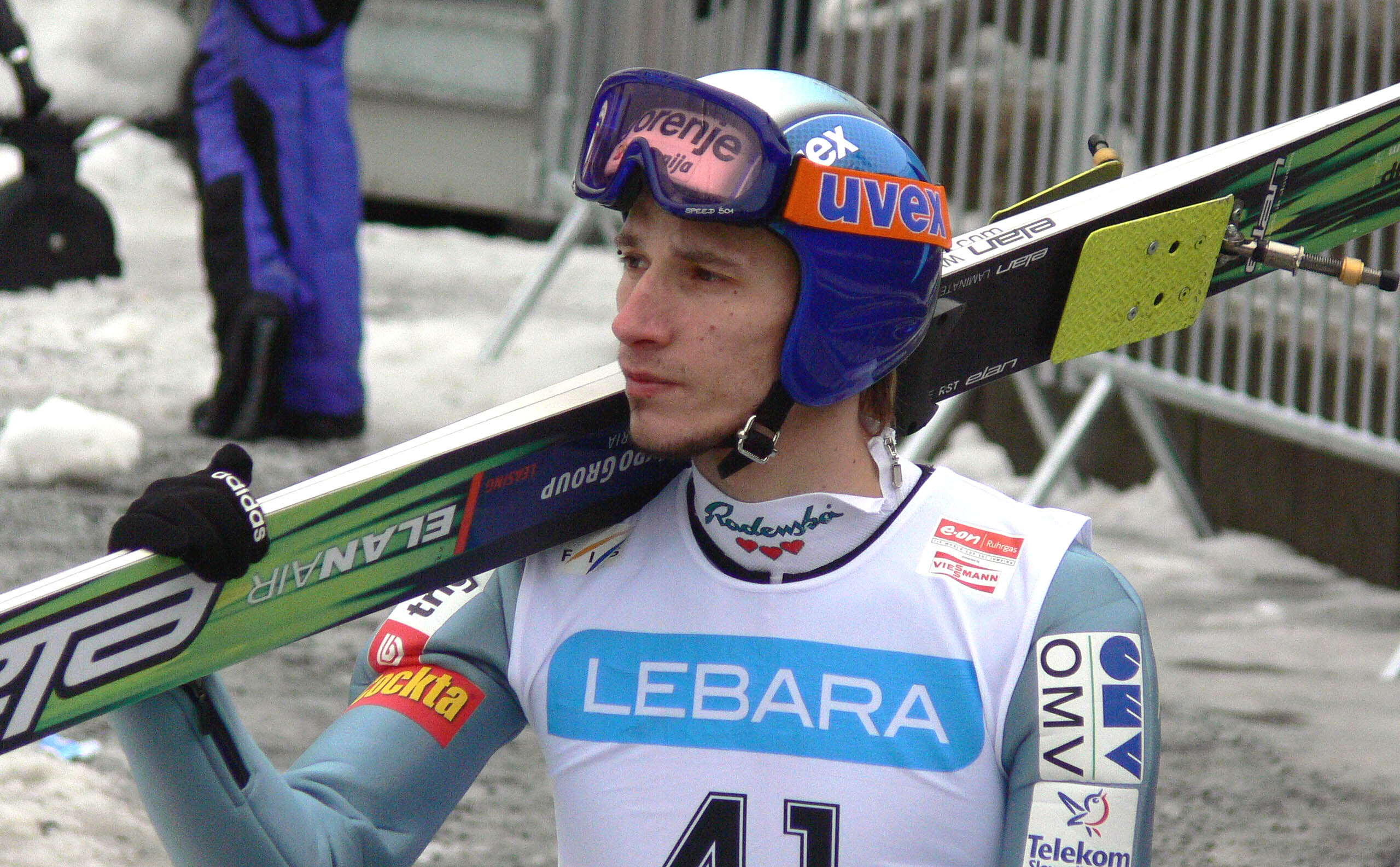
Robert Kranjec

| Pos. | Nome                  | Nazione  | Punti |
| ---- | --------------------- | -------- | ----- |
| 1    | Robert Kranjec        | Slovenia | 260   |
| 2    | Gregor Schlierenzauer | Austria  | 181   |
| 3    | Simon Ammann          | Svizzera | 175   |
| 4    | Martin Koch           | Austria  | 155   |
| 5    | Anders Jacobsen       | Norvegia | 120   |

### Nordic Tournament
| Pos. | Nome                  | Nazione  | Punti |
| ---- | --------------------- | -------- | ----- |
| 1    | Simon Ammann          | Svizzera | 1078  |
| 2    | Adam Małysz           | Polonia  | 1033  |
| 3    | Thomas Morgenstern    | Austria  | 990   |
| 4    | Gregor Schlierenzauer | Austria  | 969   |
| 5    | David Zauner          | Austria  | 966   |

### Torneo a squadre
| Pos. | Nazione   | Punti  |
| ---- | --------- | ------ |
| 1    | Austria   | 4311,3 |
| 2    | Norvegia  | 4298,4 |
| 3    | Germania  | 4085,8 |
| 4    | Slovenia  | 3819,1 |
| 5    | Finlandia | 3739,5 |

### Nazioni
| Pos. | Nazione   | Punti |
| ---- | --------- | ----- |
| 1    | Austria   | 6868  |
| 2    | Norvegia  | 3117  |
| 3    | Germania  | 2884  |
| 4    | Finlandia | 2093  |
| 5    | Svizzera  | 1910  |
| 6    | Polonia   | 1806  |
| 7    | Slovenia  | 1504  |
| 8    | Giappone  | 1412  |
| 9    | Rep. Ceca | 981   |
| 10   | Francia   | 524   |